# Piazza Nicola Amore

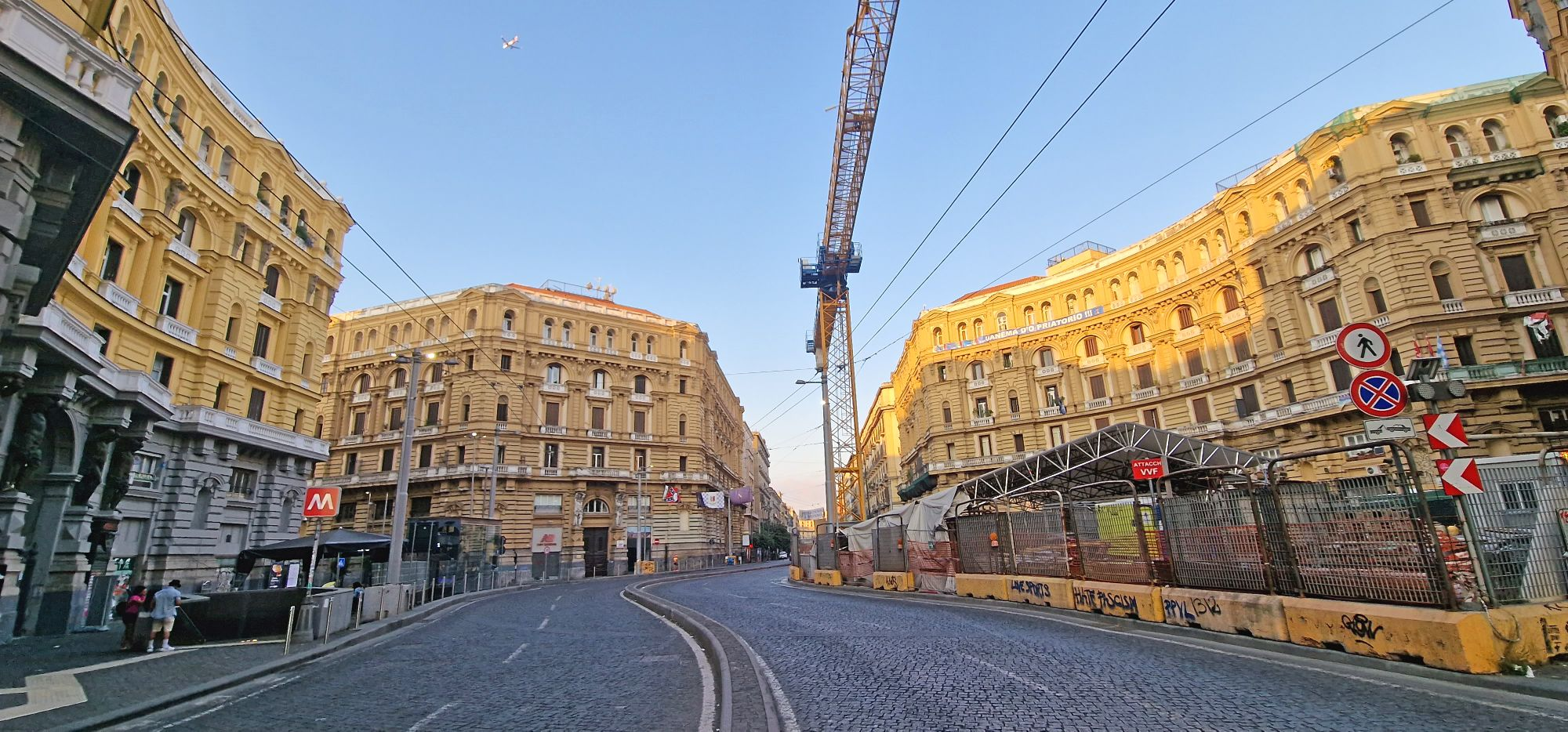
La piazza

Piazza Nicola Amore (soprannominata "I Quattro Palazzi") è una piazza di Napoli ubicata lungo il corso Umberto I, nel centro storico, all'incrocio con via Duomo.
Dedicata a Nicola Amore, il sindaco che promosse i lavori per «sventrare Napoli» (come disse il primo ministro Agostino Depretis), viene comunemente soprannominata dai napoletani 'e quattro palazze, per via dei quattro edifici identici che vi si affacciano.
La piazza è in posizione centrale rispetto a piazza Giovanni Bovio e piazza Garibaldi, poste queste agli estremi del corso.

## Storia

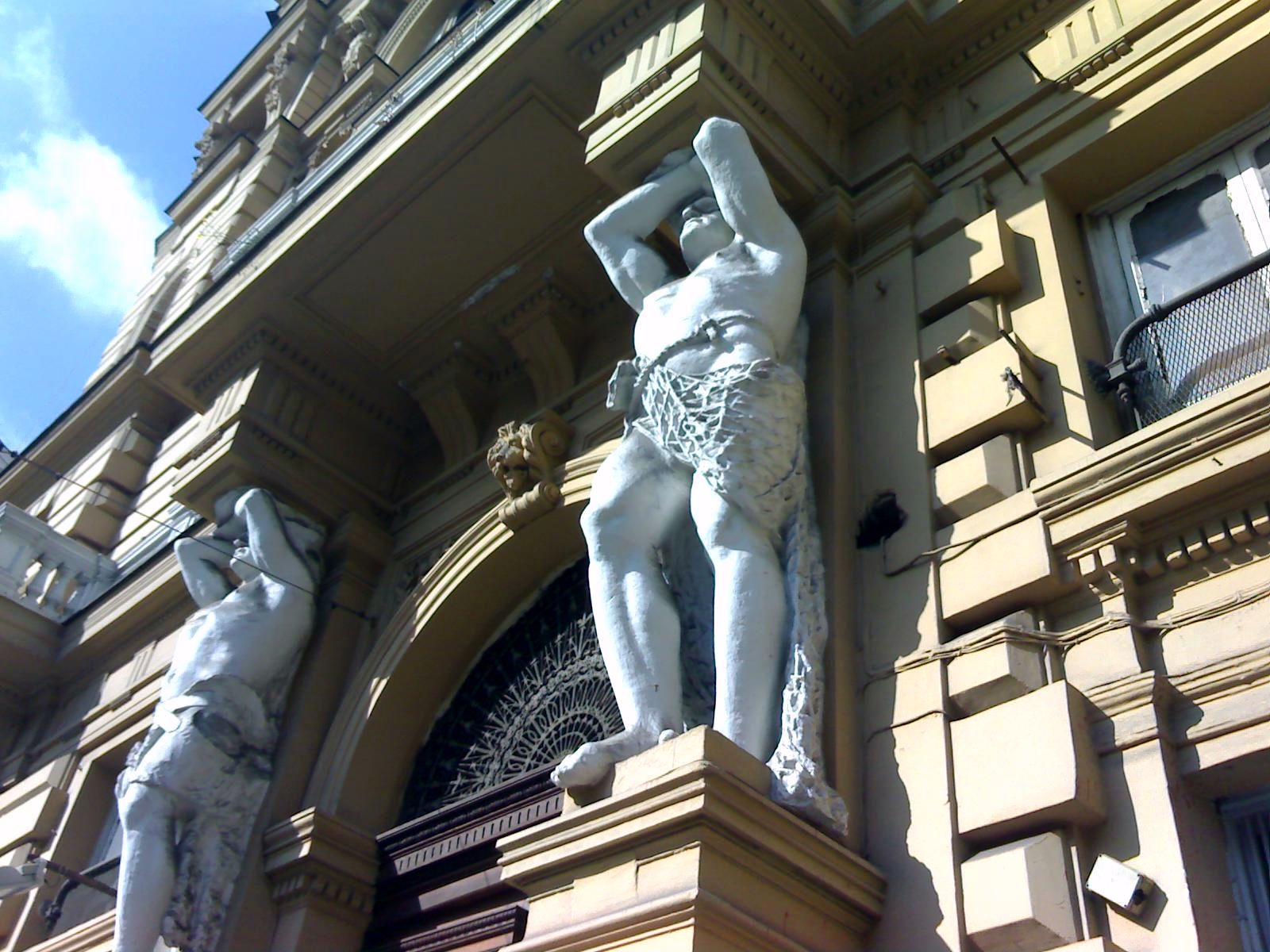
Due dei quattro telamoni presenti ad ogni facciata

La piazza nasce con l'avvio dei lavori riguardanti il Risanamento, in un'area dove una volta insisteva la cosiddetta piazza della Sellaria o del Pendino, stretta e lunga, in cui erano presenti la fontana della Sellaria e la cinquecentesca fontana di Atlante, per la quale lavorò Giovanni da Nola.
Il toponimo originario era piazza Agostino Depretis, come stabilito nel 1891 dal regio commissario Giuseppe Saredo, ma successivamente sarà attuato uno scambio di toponimi con la via Nicola Amore (così fu stabilito nel 1894 di chiamare l'attuale via Depretis).
Nel 1896 il regio commissario Ottavio Serena deliberò che la piazza accogliesse la fontana del Nettuno, la cui collocazione in quel periodo era molto incerta, ma problemi tecnici impedirono che la delibera si concretizzasse.
Al centro della piazza fu quindi installata una statua raffigurante il sindaco scolpita da Francesco Jerace e inaugurata il 7 febbraio 1904, data dalla quale la piazza assume la denominazione che tuttora possiede (come del resto via Depretis). La statua però fu spostata in piazza Vittoria per eliminare qualunque ostacolo ci fosse lungo il rettilineo che avrebbe percorso Hitler il 5 maggio 1938 in occasione della sua rassegna alla Regia Marina nel golfo di Napoli. La statua da quell'occasione non fece mai ritorno in piazza, lasciando al suo posto prima un'anonima coppa giratoria poi un'aiuola fiorita.
Il 15 luglio 1982 fu ucciso in piazza, appena uscito di casa, il vicequestore Antonio Ammaturo assieme al suo autista Pasquale Paola. L'attentato fu rivendicato dalle Brigate Rosse.
Negli ultimi anni novanta i cantieri della linea 1 della metropolitana si spostarono dalle zone collinari nella parte bassa della città: la piazza accolse, al centro, il cantiere della stazione Duomo, che prese il posto dell'aiuola. La stazione è stata inaugurata il 6 agosto 2021.

## Descrizione
La piazza presenta una pianta circolare, secondo la quale si modellano le facciate dei quattro palazzi costruiti in stile neorinascimentale tipico della nuova edilizia della zona e riscontrabile sin da via Depretis, poi per tutto il corso Umberto I fino ad arrivare a piazza Garibaldi.
Questi sono caratterizzati da una possente e monumentale architettura che tuttavia li rende tozzi (difetto di molti palazzi del periodo) e facilmente associabili ad unici grandi blocchi. Ogni portale è affiancato da due coppie di telamoni che accentuano la grandezza degli edifici. I palazzi posti a nord-ovest e sud-est possiedono un cortile interno coperto da una struttura in vetro e ferro che permette l'accesso anche dalle strade retrostanti, rispettivamente piazzetta Arcangelo Scacchi e via Renovella.

## Ritrovamenti archeologici

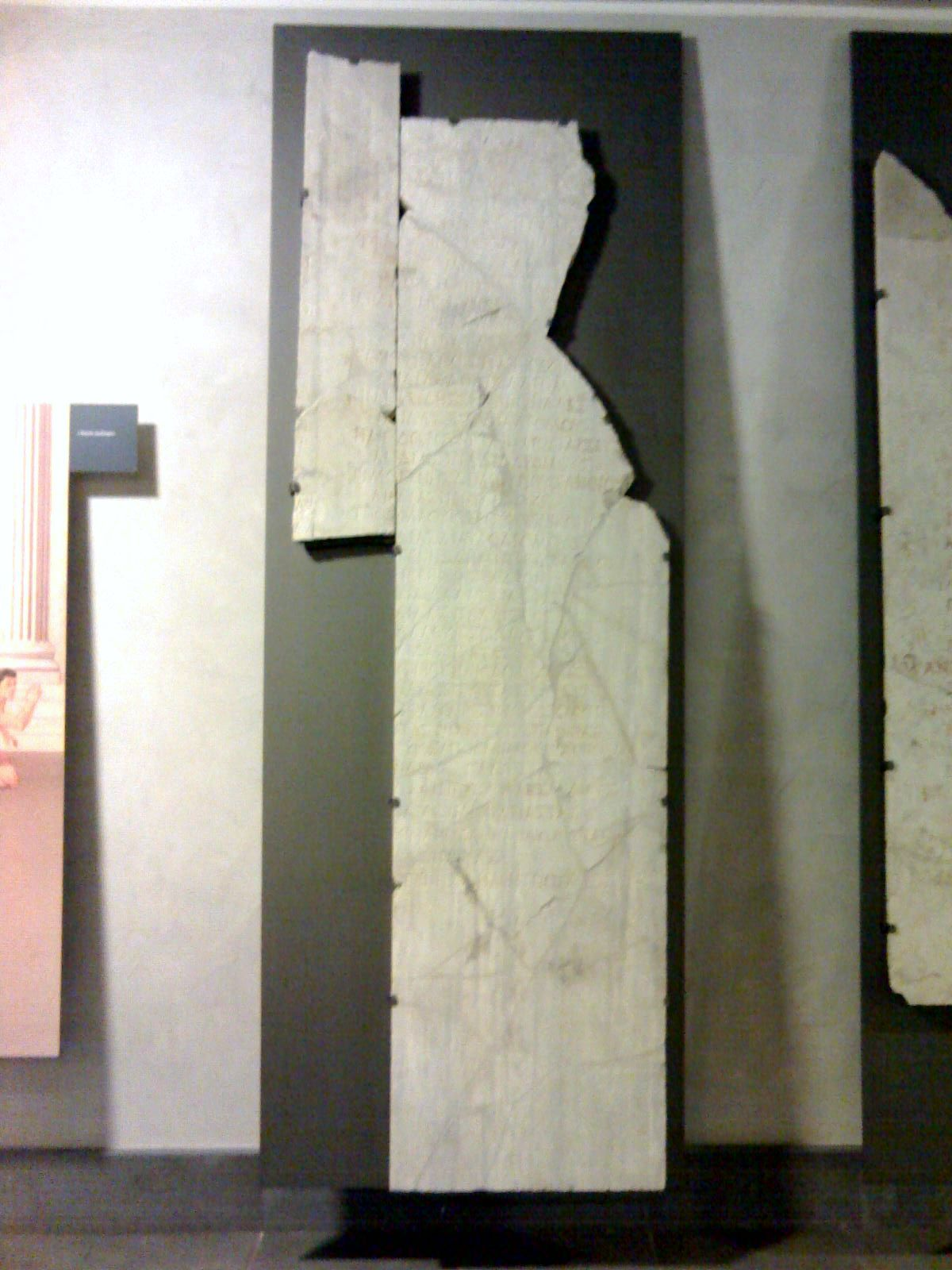
L'epigrafe con sopra incisi i nomi dei vincitori dei giochi Isolimpici (oggi al museo Stazione Neapolis)

Come era prevedibile, i ritrovamenti archeologici non tardarono: in una zona a ridosso del porto, urbanisticamente attiva sin dall'epoca greco-romana sebbene appena fuori dalle antiche mura (secondo la storiografia antica vi erano poste a pochi metri di distanza due porte marine di Neapolis: porta Baiana e porta Pizzofalcone) e sviluppatasi a cominciare dalla prima età medievale, la piazza ha custodito nelle sue profondità reperti importantissimi per la storia di Napoli, secondi solo a quelli di piazza Municipio. Già all'epoca del Risanamento furono trovati, nel 1893, resti di un complesso termale con tracce di ambienti affrescati nonché, non molto distante dalla piazza, una statua acefala rappresentante la Nike, ritrovata al di sotto della chiesa di Sant'Agata degli Orefici, abbattuta nei lavori di apertura del rettifilo.
Tra i ritrovamenti principali al di sotto della piazza si ricordano quello dei resti di un edificio rettangolare databile al IV e al III secolo a.C. e un tempio di età imperiale, dedicato ai giochi Isolimpici (o Sebastà), istituiti da Ottaviano Augusto nel 2 d.C. a Napoli in quanto città più greca della penisola e custode della cultura ellenica. Isolimpico infatti significa "uguale ai giochi olimpici". I due edifici facevano parte di un unico complesso, adibito all'esecuzione dei giochi. Sono stati individuati, presso un porticato (forse il cosiddetto gymnasium) appartenente al complesso, le epigrafi dei vincitori delle varie pratiche sportive eseguite nei giochi.
Il sito archeologico, di grandissima importanza, sarà visibile alla città non solo perché sarà inglobato dalla costruenda stazione, ma anche perché sarà coperto da una bolla esterna in vetro e metallo, progettata dallo stesso architetto della stazione Massimiliano Fuksas e collocata quasi al centro della piazza.

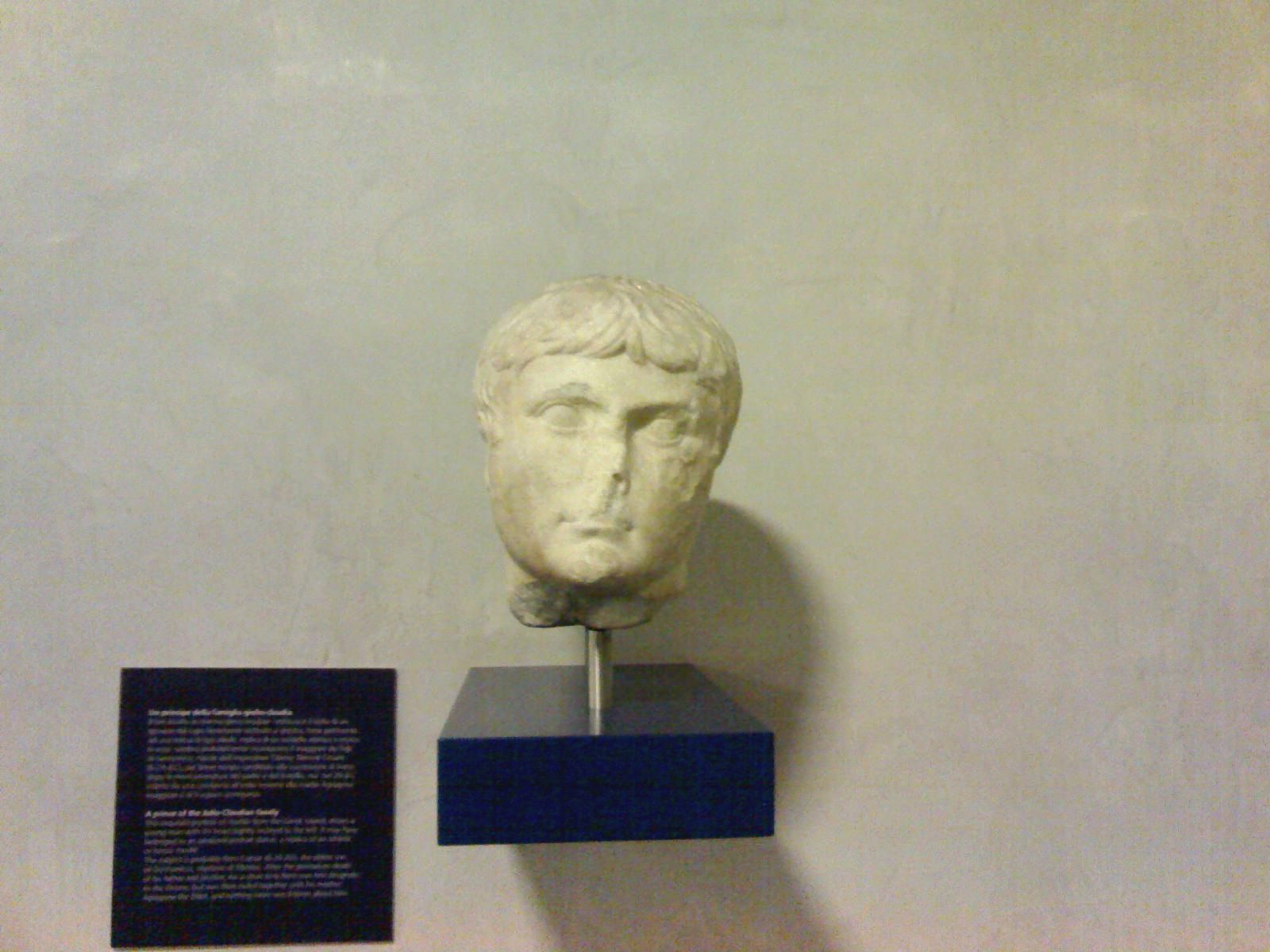
La testa marmorea, molto probabilmente di Nerone Cesare (oggi al museo Stazione Neapolis)

Inoltre sono state rinvenute diverse sculture tra le quali una testa marmorea che, se inizialmente aveva lasciato pensare potesse essere quella dell'imperatore Nerone, e, successivamente, quella di Germanico, si è arrivati alla conclusione, dopo ulteriori studi, che l'ipotesi più accreditata sia che rappresenti Nerone Cesare, figlio di Germanico e fratello di Caligola.
Altri reperti relativi al tempio riguardano invece statue, lastre di marmo risalenti alla seconda metà del I secolo d.C., colonne, pavimenti a mosaico e sime di gronda con i gocciolatoi dove è raffigurato un erote a cavallo di un toro che trattiene per la criniera due leoni al di sotto dei quali vi sono dei bucrani scarnificati. Ritrovata anche un'anfora funeraria contenente lo scheletro di un bambino, vari cocci di anfore incisi e materiale votivo.
Infine è stata riportata alla luce una fontana di epoca medievale, databile al XIII secolo, dove su un fianco sono stati individuati dei disegni raffiguranti una torre di guardia e un corteo di galee, molto probabilmente navi militari di ritorno da una battaglia. Della fontana è stato eseguito un modellino.
Tutti questi ritrovamenti hanno pesantemente rallentato l'esecuzione dei lavori della stazione. A seguito di ciò, la viabilità della piazza è stata radicalmente modificata: il posizionamento della struttura esterna di Fuksas, in via di completamento, ha comportato l'eliminazione della rotatoria originaria e la pedonalizzazione di parte della piazza "lato monte" e del tratto di via Duomo fra la stessa piazza e via Zecca dei Panni/via Tramontano (rendendo quindi il tratto superiore di via Duomo accessibile unicamente tramite via Seggio del Popolo e via dei Cimbri); la circolazione lungo corso Umberto I è garantita da una "chicane" che attraversa la piazza  e che si interseca unicamente con via Duomo "lato mare", (soltanto però in direzione piazza Garibaldi).
I frammenti relativi a questi scavi e il modellino della fontana sono oggi visitabili nel polo museale Stazione Neapolis, all'interno della linea 1 della metropolitana di Napoli. Gli ambienti stabili, invece, sono in fase di restauro in attesa di essere aperti al pubblico.